# We the Best Forever
We the Best Forever é o quinto álbum de DJ Khaled e o primeiro pela gravadora Cash Money Records.

## Faixas
1. "I'm On One" (featuring Drake, Rick Ross & Lil' Wayne)
2. "Welcome to My Hood" (featuring Rick Ross, Plies, Lil' Wayne & T-Pain)
3. "Money" (featuring Young Jeezy & Ludacris)
4. "I'm Thuggin" (featuring Waka Flocka Flame & Ace Hood)
5. "It Ain't Over Til It's Over" (featuring Fabolous, Mary J. Blige & Jadakiss)
6. "Legendary" (featuring Chris Brown, Keyshia Cole & Ne-Yo)
7. "Sleep When I'm Gone" (featuring Cee-Lo Green, Game & Busta Rhymes)
8. "Can't Stop" (featuring Birdman & T-Pain)
9. "Future" (featuring Ace Hood, Meek Mill, Big Sean, Wale & Vado)
10. "My Life" (featuring Akon & B.O.B.)
11. "A Million Lights" (featuring Kevin Rudolf, Tyga, Mack Maine, Jae Millz & Cory Gunz)
12. "Welcome to My Hood" (Remix) (featuring T-Pain, Ludacris, Busta Rhymes, Twista, Mavado, Birdman, Ace Hood, Fat Joe, Jadakiss, Bun B, Game & Waka Flocka Flame)